# Lacrymosa
Lacrymosa is een compositie van Krzysztof Penderecki voor sopraan, koor en orkest uit 1980. Het is geschreven ter nagedachtenis aan de slachtoffers van de mijnstakingen in 1970. De Rus Mstislav Rostropovitsj gaf destijds de première. De tekst komt uit het Dies Irae-gedeelte van het requiem

## Bron en discografie
- Uitgave Sony BMG; Jadwiga Gadulanka sopraan, Warschaus Nationaal Filharmonisch Koor, Sinfonia Varsovia o.l.v. componist